# Docteur J. W. Müller
Pour les articles homonymes, voir Müller.
Le docteur J. W. Müller est un personnage de fiction des Aventures de Tintin par Hergé. C'est un médecin dont la position et les qualifications servent de couverture à des activités (comme celles de faux-monnayeur, d’agent secret et de mercenaire).

## Biographie

### Faux-monnayeur
Müller apparaît pour la première fois dans l'album L'Île Noire, qui a d'abord été publié en 1937, colorisé en 1943 et entièrement redessiné en 1966. Il est le chef de la bande de faux-monnayeur.
Müller est le directeur d'un asile psychiatrique basé en Angleterre. C'est une couverture pour ses activités en tant que membre d'un gang de faux monnayeurs. Il se sert de sa clinique pour se débarrasser de ses ennemis en leur donnant un « traitement » destiné à les rendre fous.
Étant quelqu'un de prudent, Müller a parsemé de pièges le jardin de sa résidence. Il possède aussi un chien de garde féroce de race dogue allemand great dane. Sur la piste de la bande, Tintin et Milou font irruption dans la villa de Müller. Ayant réussi à distraire le chien de garde grâce à un os qu'avait Milou, Tintin tombe dans l'un des pièges et est capturé par Müller et son complice et chauffeur Ivan. Il parvient cependant à se délivrer. S'ensuit un combat avec Müller, durant lequel celui-ci met involontairement le feu à sa propre résidence.
Tintin poursuit ensuite Müller et Ivan à travers l'Écosse, jusque sur une île. Selon les habitants de Kiltoch, un village écossais voisin, l'île est hantée par une bête monstrueuse. Tintin et Milou vont sur l'île et affrontent la bête Ranko, qui s'avère être un gorille dressé. Müller et ses associés sont finalement arrêtés par la police britannique.

### Agent secret
Müller apparaît à nouveau dans l'album Tintin au pays de l'or noir. Ici, il prend le nom de professeur Smith, se faisant passer pour un archéologue, également représentant de la compagnie pétrolière Skoil. Il est le chef de la bande.
En fait, Müller est un agent secret d'une puissance étrangère. Sa mission est de perturber l'approvisionnement en carburant des pays ennemis. L'histoire originale, commencée en 1939, se déroulait dans la Palestine sous mandat britannique ; dans cette édition Müller aurait certainement été un agent de l'Allemagne nazie[réf. nécessaire]. Dans l'édition actuelle, il s'installe dans l'État fictif du Khemed, mais le thème d'arrière-plan d'une guerre imminente est resté.
Müller s'est installé dans un château au sommet d'une montagne près de Wadesdah, capitale du Khemed. Cette demeure dissimule un réseau de casemates contenant une réserve d'armes. Il a entrepris une série de sabotages en faisant exploser des oléoducs. Parallèlement, il contamine l'approvisionnement de l'Europe en pétrole avec des comprimés de N.14. Il s'agit d'un produit chimique qui, ajouté à l'essence, en augmente le pouvoir détonant. Les moteurs qui utilisent un carburant contaminé courent le risque d'exploser. L'objectif est de rendre inutilisables les véhicules et avions militaires en cas de guerre.
Les attaques de Müller sont imputées à Bab El Ehr, qui a le soutien de la compagnie pétrolière Skoil. Bab El Ehr est l'ennemi de Ben Kalish Ezab, le dirigeant du Khemed. Ben Kalish Ezab préfère s'en tenir à son contrat avec une autre compagnie pétrolière, Arabex, et refuse de signer un contrat avec le Docteur Müller.
Pour faire pression sur l'émir, Müller enlève Abdallah, son jeune fils, et le retient prisonnier dans son bunker. Une lettre de revendication signée de Bab El Ehr est envoyée à l'émir. Elle exige que la société Arabex soit expulsée du Khemed. La poudre à éternuer, utilisée par Abdallah sur Müller et ses hommes, vient confirmer les soupçons de Tintin : ce n'est pas Bab El Ehr mais Müller qui est l'auteur de l'enlèvement. Avec beaucoup de peine, Tintin parvient finalement à sauver Abdallah des mains de Müller.
Poursuivi dans le désert et encerclé de tous côtés, Müller tente de se suicider pour ne pas être torturé et exécuté par Ben Kalish Ezab pour l'enlèvement de son fils. Mais il utilise pour cela un pistolet rempli d'encre que lui avait donné Abdallah, et est fait prisonnier.
Peu avant, les Dupond et Dupont avaient trouvé et avalé des comprimés de N.14, croyant qu'il s'agissait d'aspirine. Le N.14 les rend malades, leurs cheveux se mettent à pousser très rapidement et à changer de couleur. Müller tente de corrompre Tintin pour qu'il détruise les comprimés, mais Tintin, avant tout soucieux de la santé de ses amis, décide de les envoyer au Professeur Tournesol pour qu'il les analyse afin de trouver un antidote.
Finalement, Tintin livre Müller à la police après lui avoir garanti qu'il sera jugé régulièrement.

### Mercenaire
Müller fait sa dernière apparition dans l'album Coke en stock sous le nom de Mull Pacha. Dans cette histoire, il est l'un des nombreux ennemis de Tintin, avec Dawson (Le Lotus bleu), Allan Thompson, Rastapopoulos, qui sous l'identité du marquis Di Gorgonzola, dirige un très vaste empire économique, à la fois légal et criminel, dont fait notamment partie la compagnie aérienne Arabair. Il est le patron de la bande avec Rastapopoulos pour chef.
Un jour, l'émir du Khemed, Ben Kalish Ezab, se brouille avec la compagnie aérienne Arabair à cause d'un caprice de son fils, le prince Abdallah. Ben Kalish Ezab menace alors de révéler l'implication de Rastapopoulos et de l'Arabair dans un vaste trafic d'esclaves. En réponse, Müller sème le trouble dans la région et l'émir est renversé. Bab El Ehr s'empare du pouvoir au moyen d'avions de chasse fournis par Dawson et Rastapopoulos. Sous le nom de Mull Pacha, Müller assume un rôle important en tant que chef militaire du nouveau régime du Khemed. On le voit habillé en uniforme militaire.
Dans cet album, Müller n'effectue qu'un caméo. On ne l'aperçoit en effet que lorsqu'il ordonne à des autos-mitrailleuses et à des chasseurs-bombardiers Mosquitos d'anéantir Tintin et le Capitaine Haddock, qui fuient Wadesdah à cheval à travers le désert. L'ordre est mal interprété par son adjoint, le colonel Ahmed, qui ordonne aux Mosquitos de détruire les véhicules blindés. Dans sa fureur, Müller menace de dégrader Ahmed.
Tintin et Haddock se rendent à la Mecque à bord d'un sambouk, pour enquêter sur la traite négrière. Ils sont aperçus par une patrouille de soldats au service de Bab El Ehr. Müller ordonne aux Mosquitos de couler leur voilier.
Müller informe Rastapopoulos par message radio que « Parasites 1 et 2 » (nom de code de Tintin et Haddock) ont été « mis en bouteille » (éliminés). En fait, Tintin et Haddock ont survécu en confectionnant un radeau. L'Estonien Szut, l'un des pilotes, dont l'avion a été abattu par Tintin, s'est joint à eux. Ils sont secourus par le propre yacht de Rastapopoulos.
À la fin de l'aventure, une coupure de journal révèle que le Khemed est de nouveau sous le contrôle de l'émir Ben Kalish Ezab. Une autre confirme que Mull Pacha, c'est-à-dire Müller, est l'organisateur de la révolution, mais ne révèle pas ce qu'il est advenu de lui.

## Analyse

### Inspiration
Le personnage de Müller semble être basé sur celui de Georg Bell (de), un Écossais travaillant pour les nazis, qui a été un associé du dirigeant Ernst Röhm. Bell est tombé plus tard entre les mains des nazis et fut assassiné par ceux-ci en 1933. Bell avait fait aussi partie d'un complot pour déstabiliser l'Union soviétique avec un trafic de fausse monnaie,. 
Le docteur Müller de L'Île Noire rappelle beaucoup le docteur Moreau de L'Île du docteur Moreau, roman écrit par H. G. Wells. Preuve en est que dans son adaptation cinématographique de 1932 de Erle C. Kenton, le savant joué par Charles Laughton possède une apparence physique similaire à celui de la BD, jusqu'aux vêtements.
Le nom de Müller dans Coke en stock est inspiré par le général britannique John Bagot Glubb alias Glubb Pacha de la Légion arabe.

### Caractéristiques
Contrairement à Rastapopoulos, autre grand ennemi de Tintin, Müller est d'emblée présenté en tant qu'antagoniste, un personnage sans nuances, très noir. Cyrille Mozgovine, auteur du Dictionnaire des noms propres de Tintin, a d'ailleurs souligné que les titres de tous les épisodes où il apparaît renvoient à la couleur noire : L'Île Noire, Tintin au pays de l'or noir et Coke en stock. Une autre différence avec Rastapopoulos, Müller n'est toujours qu'un second couteau. Lorsqu'il est faux-monnayeur, le chef du gang est Wronzoff. Quand il officie au Khemed, il agit sous les ordres de Bab El Ehr. Il est chef de tout.

## Filmographie

### Séries animées
- Les Aventures de Tintin, d'après Hergé (série animée de 102 épisodes, 1959-1964)
- Les Aventures de Tintin (série animée de 39 épisodes, 1991)

## Jeux vidéo
- 2001 : Tintin Objectif Aventure sur PlayStation et PC. Boss